# Гебре, Иноусса
Иноусса Гебре (фр. Inoussa Guébré, род. 18 марта 1983) — ивуарийский шоссейный велогонщик.

## Карьера
В 2006 году стал призёром чемпионата Кот-д'Ивуара в индивидуальной гонке. Через два года, в 2010 стал чемпион Кот-д'Ивуара в индивидуальной гонке и призёром в групповой гонке.
Отметился победами в общем зачёте и этапах на национальных гонках. Несколько раз принимал участие в Туре дю Фасо.

## Достижения
2006
2-й на Чемпионат Кот-д'Ивуара — индивидуальная гонка
2-й на Тур де л'ор блан
2008
 Чемпион Кот-д'Ивуара — индивидуальная гонка
2-й на Чемпионат Кот-д'Ивуара — групповая гонка
8-й этап (TTT) на Тур де л'ор блан
2-й на Grand Prix Ahoua Simon
2009
Grand Prix de l'Assomption
2010
Тур де л'эст интернациональ
1-й в генеральной классификации
1-й этап
Тур де л'ор блан
2012
Тур де л'ор блан
1-й в генеральной классификации
5-й этап

## Рейтинги
| Год                 | 2006 |
| ------------------- | ---- |
| Африканский тур UCI | 83-й |
|                     |      |
| Источник: UCI       |      |